# Србухи Саргсјан
Србухи Саргсјан (јерм. Սրբուհի Սարգսյան; Јереван, 3. април 1994), познатија под уметничким именом Србук (јерм. Սրբուկ) јерменска је певачица. 

## Биографија
Србухи је рођена у Јеревану, главном граду Јерменије, где је успешно завршила студије кануна (традиционалног јерменског инструмента) на државном конзерваторијуму Комитас.
На музичкој сцени Јерменије први пут се појавила 2010. као једна од учесница локалне верзије музичког талент такмичења The X Factor које је окончала као другопласирана. Две године касније почела је са јавним наступима као певачица властите групе Allusion. Године 2014. појавила се као гостујући извођач у синглу Лађа Гарика Папојана, који се налазио на саундтреку руске комедије Лёгок на поми́не.
Дебитантски сингл Yete Karogh Es објавила је током 2016. године. Током 2018. учествовала је у украјинском музичком такмичењу Голос где је заузела четврто место. 
У новембру 2018. јерменски јавни сервис интерно је одабрао Србук за јерменску представницу на Песми Евровизије 2019. у Тел Авиву. Јерменију је представила са песмом "Walking Out". Била је 16. у другом полуфиналу што није било довољно за пролаз у финале.

## Дискографија
Синглови
- (2016)
- (2018)